# Badminton-Verband Rheinland
Der Badminton-Verband Rheinland e.V., kurz BVR, ist ein gemeinnütziger Verein. Rund 50 Mitgliedsvereine aus dem Rheinland sind dem Verband angeschlossen. Der Zweck des Verbandes ist die Förderung des Sports und der sportlichen Jugendhilfe, insbesondere des Amateursports Badminton.
Im Vereinsregister des Amtsgerichts Montabaur ist der Verein mit der Nummer VR 10668 eingetragen.
Der Badminton-Verband Rheinland gehört neben den Badminton-Landesverbänden Saarland, Rheinhessen-Pfalz, Hessen und Thüringen zur „Gruppe Mitte“ des Deutschen Badminton-Verbandes.

## Verbandstätigkeit
Der BVR veranstaltet verschiedene Turniere und je einen Ligaspielbetrieb für Erwachsene, Kinder und Jugendliche. Im Seniorenbereich gibt es die Rheinland-Mannschafts-Meisterschaft (RMM) und im Kinder-/Jugendbereich die Mini-Mannschafts-Meisterschaft (MMM). Neben der MMM gibt es auch eine jährliche Rheinlandmeisterschaft der 6er Mannschaften (6er-MM) für die Altersklassen U15 und U19.
Außerdem organisiert der Verband jährlich in allen Altersklassen (U12–19, O19, O35+) Rheinlandmeisterschaften in den Disziplinen Doppel und Einzel.
Darüber hinaus werden verschiedene Aus- und Fortbildungsangebote für Spieler, Trainer und Schiedsrichter vom Verband realisiert.
Für die Nachwuchsförderung stehen auch Landesstützpunkte zur Verfügung.

## Gründung
Der BVR wurde am 31. März 1957 in Koblenz-Oberwerth in den Räumen des Sportbundes Rheinland gegründet. Gründungsmitglieder waren Vereine aus Unkel, Linz, Bad Kreuznach, Mayen, Neuwied und Trier. Der Gründungsvorsitzende war Dr. Karl Maurer (Postsportverein Bad Kreuznach).

## Präsidenten des BVR
- Gründungspräsident Dr. Karl Maurer (PSV Bad Kreuznach) von 1957 bis 1973
- Fritz Baurmann (SV Unkel) 1973 bis 1981
- Egon Hagemann (SV Unkel) ab 1. April 1981
- Hans Rhein (1. Badminton-Club Neuwied) ab 24. März 1990
- Rainer Hofmann (TV Niederbieber) ab 11. April 1992
- Präsidentenamt vakant ab 1. Dezember 2007
- Horst Funke (SV Unkel) ab 27. Juni 2009 bis 26. August 2011
- Präsidentenamt vakant ab 26. August 2011
- Ralf Michaelis (BC Trier) ab 23. Juni 2012